# Shepherd Moons
Shepherd Moons è il terzo album in studio della musicista e cantante irlandese Enya, pubblicato nel 1991 dalla Warner Music.

## Singoli
Il primo singolo estratto, Caribbean Blue è una delle canzoni più conosciute della cantautrice, ed è stata utilizzata come jingle in alcuni spot pubblicitari. Nel disco poi vi sono due cover, ossia il secondo singolo How Can I Keep from Singing? che è un antico inno cristiano (conosciuto anche con il titolo My life flows on in endless song, le cui parole sono state in parte modificate in questa versione di Enya) la cui musica venne composta nel 1868 da Robert Wadsworth Lowry e il cui testo, di cui non si conosce l'autore originale, venne integrato nel 1950 con una terza strofa, e il quarto estratto Marble Halls, versione di Enya dell'aria I Dreamt I Dwelt in Marble Halls composta da Michael William Balfe (musica) e Alfred Bunn (testo) per l'opera del 1843 intitolata La ragazza di Boemia. Questo brano e il terzo singolo Book of Days (reinciso per l'occasione in una nuova versione con parole in inglese e gaelico per la quale l'album venne ristampato nel 1992) sono state inserite rispettivamente nella colonna sonora dei film L'età dell'innocenza (1993) e Cuori ribelli (1992). Un remix del brano Ebudae (ossia le isole Ebridi, già citate in Orinoco Flow) è stato inserito nella colonna sonora del film Toys - Giocattoli (1992). La canzone strumentale Lothlórien, che è ispirata ai romanzi di John Ronald Reuel Tolkien (Lothlórien è il nome di un regno immaginario della Terra di Mezzo) venne usata nei primi anni '90 come musica di sottofondo del meteo di Paolo Ernani all'interno della trasmissione Linea Verde in onda la domenica mattina su Raiuno. L'intro della canzone Evacuee è lo stesso di Marble Halls.

## Tracce
Testi di Roma Ryan, musiche di Enya.
1. Shepherd Moons – 3:49
2. Caribbean Blue – 3:58
3. How Can I Keep from Singing? – 4:23
4. Ebudæ – 1:54
5. Angeles – 3:57
6. No Holly for Miss Quinn – 2:40
7. Book of Days – 2:32
8. Evacuee – 3:50
9. Lothlórien – 2:08
10. Marble Halls – 3:53
11. Afer Ventus – 4:05
12. Smaointe... – 6:08

## Classifiche
| Classifica               | Posizione massima |
| ------------------------ | ----------------- |
| Australia                | 8                 |
| Austria                  | 31                |
| Canada                   | 7                 |
| Germania                 | 21                |
| Nuova Zelanda            | 3                 |
| Norvegia                 | 2                 |
| Regno Unito              | 1                 |
| Spagna                   | 3                 |
| Svezia                   | 5                 |
| Svizzera                 | 13                |
| Ungheria                 | 35                |
| Billboard 200            | 25                |
| Billboard New Age Albums | 1                 |

## Produzione
- Produttore: Nicky Ryan
- Produttore Esecutivo: Rob Dickins
- Ingegnere: Gregg Jackman, Nicky Ryan
- Assistente ingegnere: Robin Barclay
- Mixaggio: Gregg Jackman, Nicky Ryan
- Arrangiatori: Enya, Nicky Ryan
- Fotografia: David Scheinmann
- Design: Laurence Dunmore